# 4606 Сахекі
4606 Сахекі (4606 Saheki) — астероїд головного поясу, відкритий 27 жовтня 1987 року.
Тіссеранів параметр щодо Юпітера — 3,618.
Названо на честь Сахекі (яп. さへき(佐伯) сахекі).